# Desoto Lakes
Desoto Lakes es un lugar designado por el censo ubicado en el condado de Sarasota en el estado estadounidense de Florida. En el Censo de 2010 tenía una población de 3646 habitantes y una densidad poblacional de 1.111,07 personas por km².

## Geografía
Desoto Lakes se encuentra ubicado en las coordenadas 27°22′20″N 82°30′3″O / 27.37222, -82.50083. Según la Oficina del Censo de los Estados Unidos, Desoto Lakes tiene una superficie total de 3.28 km², de la cual 3.19 km² corresponden a tierra firme y (2.84%) 0.09 km² es agua.

## Demografía
Según el censo de 2010, había 3646 personas residiendo en Desoto Lakes. La densidad de población era de 1.111,07 hab./km². De los 3646 habitantes, Desoto Lakes estaba compuesto por el 84.42% blancos, el 7.08% eran afroamericanos, el 0.25% eran amerindios, el 1.59% eran asiáticos, el 0% eran isleños del Pacífico, el 4.69% eran de otras razas y el 1.97% pertenecían a dos o más razas. Del total de la población el 16.54% eran hispanos o latinos de cualquier raza.